# O Crime do Padre Amaro

“Foi no domingo de Páscoa que se soube em Leiria, que o pároco da Sé, José Miguéis, tinha morrido de madrugada com uma apoplexia. O pároco era um homem sanguíneo e nutrido, que passava entre o clero diocesano pelo comilão dos comilões. Contavam-se histórias singulares da sua voracidade. O Carlos da Botica – que o detestava – costumava dizer, sempre que o via sair depois da sesta, com a face afogueada de sangue, muito enfartado:
– Lá vai a jiboia esmoer. Um dia estoura!
Com efeito estourou, depois de uma ceia de peixe – à hora em que defronte, na casa do doutor Godinho que fazia anos, se polcava com alarido. Ninguém o lamentou, e foi pouca gente ao seu enterro. Em geral não era estimado. (...)”

— O Crime do Padre Amaro (1875)
O Crime do Padre Amaro é uma das obras do escritor português Eça de Queirós mais difundidas por todo o mundo.[carece de fontes?] Trata-se de uma obra polémica, que causou protestos da Igreja Católica, ao ser publicada em 1875, em Portugal.
Esta obra é mais um documento humano e social do país e da sua época escrito com a maestria de Eça de Queirós. É também a primeira realização artística do realismo português.

## Enredo
Trata do romance entre o padre Amaro e a jovem Amélia, que surge num ambiente em que o próprio papel da religião é alvo de grandes discussões e a moralidade de cada um é posta à prova. Enquanto a trágica história de amor se desenvolve, personagens secundários travam instigantes debates sobre o papel da fé.
Eça de Queirós terá aproveitado ser nomeado administrador do concelho de Leiria para aí durante seis meses, conhecer e estudar aquele que seria o cenário de O Crime do Padre Amaro, uma obra que mais de cem anos depois mantém o interesse de diferentes gerações .
Órfão, o jovem Amaro passa a ser protegido pela marquesa de Alegros, patroa dos seus falecidos pais. A marquesa pretende que Amaro siga a carreira eclesiástica, apesar da falta de vocação do jovem, que, desde cedo, mostrava ter um feitio voluptuoso. Resignadamente, Amaro é ordenado padre, e, a contragosto, vai exercer o sacerdócio numa terriola de província. Por influência da filha da marquesa, Amaro consegue ser transferido para Leiria.

Ao chegar como  novo pároco à cidade, um antro de beatice e de mexericos, o padre Amaro hospeda-se em casa de São Joaneira, mãe de Amélia, por recomendação do seu mentor, o cónego Dias. O cónego é um hedonista, e Amaro depressa se apercebe de que o padre e São Joaneira são amantes. Perante esse exemplo, Amaro deixa de ter escrúpulos em consumar a sua paixão por Amélia, apesar da batina. A solução foi encontrarem-se às escondidas na casa do sineiro.

Desse romance resultou numa gravidez inesperada. Para justificar o seu estado, tentam casar Amélia com o seu antigo noivo João Eduardo, mas isso não vem a acontecer. Amélia vai para outra terra, morar com Josefa, a irmã do cónego, onde acaba por ter a criança. Informado pela criada Dionísia, Amaro entrega o recém-nascido a Carlota, uma ama de reputação dúbia, com fama de infanticida. Entretanto, Amélia morria no pós-parto. Arrependido, Amaro tenta recuperar o filho, mas era tarde demais: a criança finara-se.

Abalado por toda a situação, Amaro parte de Leiria e é transferido para Santo Tirso. Numa visita a Lisboa, reencontra por acaso, na rua, o cónego Dias. Trocam lembranças e notícias dos seus conhecidos de Leiria, com a má-língua de sempre. Amaro está recuperado dos desgostos do passado. Enquanto apreciam uma adolescente magricela que se bamboleia, acompanhada pela mãe, Amaro, com o maior despudor, confidencia ao cónego que «já não as confessa senão casadas»...

## Personagens
- Amaro Vieira - padre recém-chegado a Leiria, filho de criados, sacerdote por imposição alheia, sem escrúpulos e quase sem sentimentos.
- Amélia Caminha - jovem de 23 anos, filha da hospedeira do padre Amaro, de quem se torna amante.
- Cónego Dias - mentor do padre Amaro; bon-vivant, pouco escrupuloso e lascivo, viola o voto de castidade com a São Joaneira.
- Augusta Caminha, a "São Joaneira" - mãe de Amélia, beata e amante do Cónego Dias, hospedeira do padre Amaro.
- João Eduardo - prometido de Amélia.
- Libaninho - beato amaricado, histriónico e mexeriqueiro, funcionário numa repartição, visita da casa da São Joaneira.
- Carlota - mulher de reputação duvidosa, é conhecida como uma "tecedeira de anjos".

## Recepção
O Crime do Padre Amaro foi um enorme sucesso e recebido com entusiasmo pela crítica da época. O Visconde de Ouguela em 1876 definiu a obra como um "romance de vanguarda". No mesmo ano, o escritor Ramalho Ortigão a definiu como "um livro de pura arte, na mais alta acepção da palavra".
No entanto, Eça de Queirós também foi acusado de ter plagiado o romance La faute de l'abbé Mouret de Émile Zola. Entre os acusadores estavam Machado de Assis que afirmou: "O próprio O Crime do Padre Amaro é imitação do romance de Zola, La faute de l'abbé Mouret.  Situação  análoga,  iguais  tendências;  diferença  do  meio;  diferença  do  desenlace;  idêntico  estilo;  algumas  reminiscências,  como  no  capítulo  da  missa,  e  outras;  enfim,  o  mesmo  título.  Quem  os  leu  a  ambos,  não  contestou decerto a originalidade do Sr. Eça de Queirós, porque ele tinha, e tem, e a  manifesta  de  modo  afirmativo;  creio  até  que  essa  mesma  originalidade  deu  motivo  ao  maior  defeito  na  concepção  d'O  Crime  do  Padre  Amaro.  O  Sr. Eça de Queirós alterou  naturalmente  as  circunstâncias  que  rodeavam  o  Padre  Mouret,  administrador espiritual de uma paróquia rústica, flanqueado de um padre austero e ríspido; o Padre Amaro vive numa cidade de província, no meio de mulheres, ao lado  de  outros  que  do  sacerdócio  só  têm  a  batina  e  as  propinas;  vê-os  concupiscentes  e  maritalmente  estabelecidos,  sem  perderem  um  só  átomo  de  influência e consideração." 
O autor português negou a acusação, alegando que ambos os romances foram publicados no mesmo ano, em 1874. Ademais, os enredos seriam bem diferentes:  " La faute de l'abbé Mouret é, no seu episódio central, o quadro alegórico da iniciação do primeiro homem e da primeira mulher no amor"; já O Crime do Padre Amaro tinha no enredo uma "simples intriga de clérigos e de beatas, tramada e murmurada à sombra duma velha Sé de província portuguesa". Apesar da acusação, Eça de Queirós não guardou mágoas. Disse mais tarde : "eu, por mim, adoro a crítica: leio-a com unção, noto as suas observações, corrijo-me quando as suas indicações me parecem justas, desejo fazer minha a sua experiência das coisas humanas". 
Machado de Assis ainda teceu críticas à estrutura do romance: "Sendo assim, não se compreende o terror do Padre Amaro, no dia em que do seu erro  lhe  nasce  um  filho,  e  muito  menos  se  compreende  que  o  mate.  Das  duas  forças que lutam na alma do Padre Amaro, uma é real e efetiva — o sentimento da paternidade; a outra é quimérica e impossível — o terror da opinião, que ele tem visto tolerante e cúmplice no desvio dos seus confrades; e não obstante, é esta a força que triunfa. Haverá aí alguma verdade moral?". Machado de Assis, conclui, preocupado, que o Realismo de Eça de Queirós poderia resultar em Sensacionalismo: "Talvez estes reparos sejam menos atendíveis, desde que o nosso ponto de vista é diferente. O Sr. Eça de Queirós não quer ser realista mitigado, mas intenso e completo; e daí vem que o tom carregado das tintas, que nos assusta, para ele é simplesmente o tom próprio. Dado, porém, que a doutrina do Sr. Eça de Queirós fosse verdadeira, ainda assim cumpria não acumular tanto as cores, nem acentuar tanto as linhas; e quem o diz é o próprio chefe da escola, de quem li, há pouco, e não sem pasmo, que o perigo do movimento realista é haver quem suponha que o traço grosso é o traço exato.". 
Segundo Carlos Reis: “Depois desta crítica, Eça passou a escrever de forma diferente.". Na segunda versão de O Crime do Padre Amaro, o padre matava o filho num ato de grande crueldade. "Eça de Queirós suprimiu esse episódio na terceira versão e alterou vários episódios que Machado criticava especificamente. Percebeu a lição. Para mim, significa: este grande escritor tem razão.” 
Fátima Bueno, professora da Universidade de São Paulo e especialista na obra de Eça de Queirós, aponta que Amaro fora levado à vida religiosa por circunstância, e não por vocação - e que, pelo seu temperamento sensual, podia excitar-se com as imagens das santas - um sacrilégio para a tradição católica portuguesa. Não surpreendentemente, "o livro causou escândalo e foi atacado por jornais católicos portugueses e brasileiros", conta a pesquisadora.

## Adaptações ao cinema
- O Crime do Padre Amaro, filme mexicano de Carlos Carrera (2002)
- O Crime do Padre Amaro, filme de Carlos Coelho da Silva (2005)
- O Crime do Padre Amaro, série de Leonel Vieira (2023)